# Vadu Pașii
Vadu Pașii là một xã thuộc hạt Buzău, România. Dân số thời điểm năm 2002 là 9159 người.